# Hôtel de Ginestous
L’hôtel de Ginestous ou d'Hortolès, est un hôtel particulier situé à Montpellier, dans le département de l'Hérault.

## Histoire

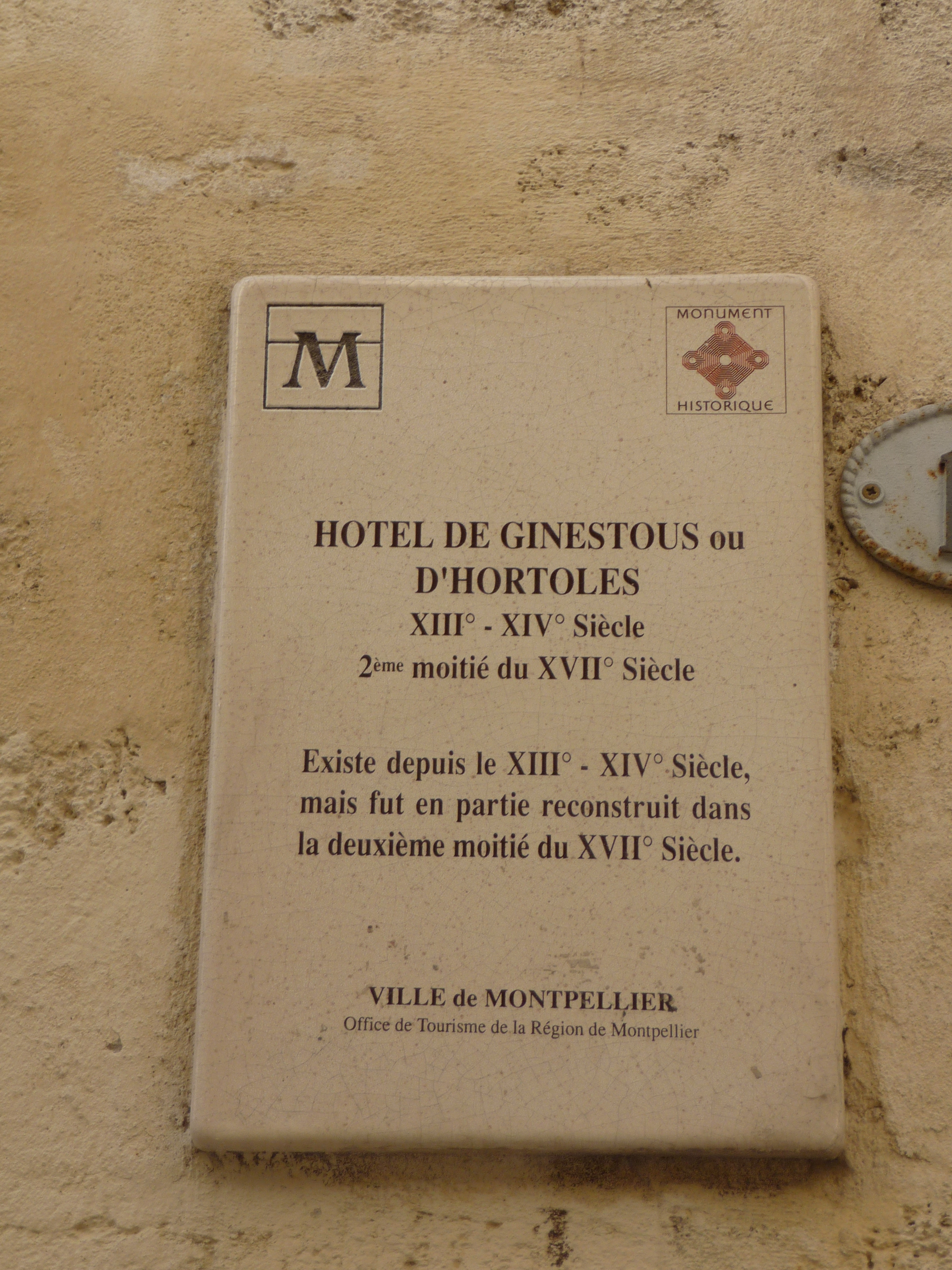
Plaque

Ce bâtiment fait l’objet d’un inscription au titre des monuments historiques depuis le 18 octobre 1944.